# Artù re dei Britanni
Artù re dei Britanni (Arthur of the Britons) è una serie televisiva britannica in 24 episodi trasmessi per la prima volta nel corso di 2 stagioni dal 1972 al 1973.
Ambientata nel Medioevo un secolo dopo il ritiro dei Romani dalla Gran Bretagna e durante l'insediamento degli Anglosassoni, Artù re dei Britanni è una serie d'avventura a sfondo storico incentrata sulle vicende di Arthur (Artù nella controparte in italiano), di suo fratello d'armi Kai e del padre adottivo Llud. Artù viene rappresentato come semplice leader di una tribù celtica che mette in piedi un'alleanza tra tutte le fazioni contro i Sassoni invasori.

## Personaggi e interpreti
- Artù (24 episodi, 1972-1973), interpretato da Oliver Tobias.
- Kai (24 episodi, 1972-1973), interpretato da Michael Gothard.
- Llud (24 episodi, 1972-1973), interpretato da Jack Watson.
- Mark di Cornovaglia (7 episodi, 1972-1973), interpretato da Brian Blessed.
- Rowena (6 episodi, 1973), interpretata da Gila von Weitershausen.
- Yorath (5 episodi, 1973), interpretato da Georg Marischka.
- Cabot (4 episodi, 1972-1973), interpretato da Meic Stevens.
- Cerdig (3 episodi, 1972-1973), interpretato da Rupert Davies.
- Rolf (2 episodi, 1972-1973), interpretato da Clive Revill.
- Herward (2 episodi, 1972), interpretato da Michael Graham Cox.
- Brosk (2 episodi, 1973), interpretato da David Prowse.
- Heardred (2 episodi, 1973), interpretato da Adrian Cairns.
- Lenni (2 episodi, 1973), interpretato da Sally James.
- Mahon (2 episodi, 1972-1973), interpretato da Terry Yorke.
- Thuna (2 episodi, 1973), interpretata da Deborah Watling.
- Fenred (2 episodi, 1973), interpretato da Sidney Johnson.

## Produzione
La serie fu prodotta da Harlech Television e girata a Stroud nel Gloucestershire in Inghilterra. Le musiche furono composte da Paul Lewis.

### Registi
Tra i registi sono accreditati:
- Sidney Hayers in 11 episodi (1972-1973)
- Pat Jackson in 6 episodi (1972-1973)
- Patrick Dromgoole in 5 episodi (1972-1973)
- Peter Sasdy in 2 episodi (1972-1973)

### Sceneggiatori
Tra gli sceneggiatori sono accreditati:
- Terence Feely in 11 episodi (1972-1973)
- Robert Banks Stewart in 5 episodi (1973)
- David Osborne in 3 episodi (1973)

## Distribuzione
La serie fu trasmessa nel Regno Unito dal 6 dicembre 1972 al 28 novembre 1973  sulla rete televisiva Independent Television. In Italia è stata trasmessa negli anni 1980 su emittenti locali con il titolo Artù re dei Britanni.
Alcune delle uscite internazionali sono state:
- nel Regno Unito il 6 dicembre 1972 (Arthur of the Britons)
- in Belgio il 15 marzo 1973
- nei Paesi Bassi il 3 agosto 1973 (Koning Arthur)
- in Francia il 21 maggio 1977
- in Spagna (Arturo de Bretaña)
- in Italia (Artù re dei Britanni) In Italia è andata in onda più volte su Telenuovo una emittente veronese a partire dagli anni 80

## Episodi
| Stagione         | Episodi | Prima TV Regno Unito | Prima TV Italia |
| ---------------- | ------- | -------------------- | --------------- |
| Prima stagione   | 12      | 1972-1973            |                 |
| Seconda stagione | 12      | 1973                 |                 |